# Турга (село)
Турга — село в Оловяннинском районе Забайкальского края России. Административный центр и единственный населённый пункт сельского поселения «Тургинское». Основано в 1778 году.

## География
Село находится в восточной части района, на правом берегу реки Турга, на расстоянии примерно 72 км (по прямой) к северо-востоку от посёлка городского типа Оловянная, административного центра района. Абсолютная высота — 801 м над уровнем моря.
Климат
Климат характеризуется как резко континентальный, с большими колебаниями средних температур зимних и летних месяцев, а также резкими колебаниями температур в течение одних суток. Среднегодовая температура воздуха составляет −1,4 °С. Абсолютный максимум температуры воздуха — 39,2 °С; абсолютный минимум — −45,5 °С. Среднегодовое количество осадков — 342 мм.
Часовой пояс
Село Турга, как и весь Забайкальский край, находится в часовой зоне МСК+6. Смещение применяемого времени относительно UTC составляет +9:00.

## Население
| 2010 | 2012 | 2013 | 2014 | 2015 | 2016 | 2017 |
| ---- | ---- | ---- | ---- | ---- | ---- | ---- |
| 694  | ↘666 | ↗669 | ↘636 | ↘611 | ↘585 | ↘579 |
| 2021 |      |      |      |      |      |      |
| ↘546 |      |      |      |      |      |      |

Половой состав
По данным Всероссийской переписи населения 2010 года, в гендерной структуре населения мужчины составляли 48,6 %, женщины — соответственно 51,4 %.
Национальный состав
Согласно результатам переписи 2002 года, в национальной структуре населения русские составляли 99 % из 902 чел.

## Улицы
- ул. Комсомольская,
- мкр. Луговой,
- ул. Молодёжная,
- ул. Октябрьская,
- ул. Партизанская[14].

## Известные уроженцы
- Луговской, Иннокентий Степанович (1904—1982) — советский поэт, переводчик.